# ヒボドゥス
ヒボドゥス（学名：Hybodus）は、絶滅した軟骨魚綱の属。本属はゴミ箱分類群であり、かつてはペルム紀末から白亜紀末までの様々な種を含んでいたが、現在は前期ジュラ紀から知られる2種のみが本属に含まれる。古生代後半から白亜紀初期にかけてヒボドゥス目は特に繁栄を極め、世界中の浅海や淡水域など様々な環境で見ることができたが、白亜紀には外洋からほぼ姿を消し、汽水域や限界海洋に追いやられた。ヒボドゥス目は白亜紀末の近くに絶滅を迎えた。

## 記載
ヒボドゥスの種は全長2 - 2.5メートルまで成長し、日和見主義の捕食者であると考えられている。ヒボドゥスは巨大ではないが高度な太い流線型の体をしており、完全な2つの背びれが正確に推進する助けになっていた。口は大きくなく、容赦なく大型の獲物を襲うよりも幅広い食料を摂食していた。現在のホホジロザメなどと違い、口は体の下側でなく前端近くに位置する。頭頂部には小さな突起が複数並んでいた。
他の原始的なサメから区別される明瞭な特徴がヒボドゥスには複数存在する。第一に、異なる2種類の歯が存在し、幅広い食性を示唆している点である。鋭利な歯は滑らかな獲物を捕らえるのに用いられ、口の奥に存在する平たい歯は甲殻を持つ生物を噛み潰す助けになっていた。第二に、おそらく防衛機構として用いられたであろう骨質のブレードが背びれの前に存在した点である。雄はクラスパーも発達しているが、これは雌に精液を直接注入する発達した器官であり、現在のサメにも存在する。
ヒボドゥスの尾びれはマグロのように発達した三日月形ではなく、尾の下側だけに付随していた。このことからヒボドゥスは外洋で獲物を追跡して襲うよりも、歯の形状も考慮して海底で甲殻類などを捕食していたと推測されている。ジュラ紀前期(トアルシアン期)のドイツ・ホルツマーデン地域から発見された珍しい標本では、甲殻類を捕食中のベレムナイトをヒボドゥス類がさらに捕食したものがあった。
ヒボドゥスの歯の化石は1845年前後にイングランドで初めて発見された。それ以来、歯と背びれの棘が世界中から発見されている。